# Grattacieli di Sydney
La città australiana di Sydney, nel Nuovo Galles del Sud, possiede 39 edifici più alti di 150 metri. La struttura più elevata è la Torre di Sydney, sebbene questa non venga comunemente considerata un edificio.

## Grattacieli più alti
È stato l'edificio più alto della città
| Pos. | Nome                            | Immagine | Altezza (m) | Piani | Anno | Destinazione         | Note |
| ---- | ------------------------------- | -------- | ----------- | ----- | ---- | -------------------- | --- |
| –    | Torre di Sydney                 |          | 309         | 19    | 1981 | Torre d'osservazione | |
| 1    | Crown Sydney                    |          | 271         | 75    | 2020 | Mista                | È il più alto edificio di Sydney dal 2020                                                                                     |
| 2    | Torre Salesforce                |          | 263         | 53    | 2022 | Commerciale          | È il più alto edificio commerciale di Sydney dal 2022                                                                         |
| 3    | One Sydney Harbour (Torre 1)    |          | 247         | 72    | 2023 | Residenziale         | È il più alto edificio residenziale di Sydney dal 2023                                                                        |
| 4    | Torre Chifley                   |          | 244         | 50    | 1992 | Commerciale          | È stato l'edificio più alto di Sydney dal 1992 al 2019                                                                        |
| 5    | Citigroup Centre                |          | 243         | 50    | 2000 | Commerciale          | |
| 6    | Deutsche Bank Place             |          | 240         | 39    | 2005 | Commerciale          | Progettato da Norman Foster                                                                                                   |
| 7    | Greenland Centre                |          | 236         | 67    | 2021 | Residenziale         | |
| 8    | Meriton World Tower             |          | 230         | 75    | 2004 | Residenziale         | È stato il più alto edificio residenziale di Sydney dal 2004 al 2020                                                          |
| 9    | MLC Centre                      |          | 228         | 60    | 1977 | Commerciale          | È stato il più alto edificio di Sydney dal 1977 al 1992                                                                       |
| 10   | Governor Phillip Tower          |          | 227         | 54    | 1993 | Commerciale          | |
| 11   | Latitude                        |          | 222         | 45    | 2004 | Commerciale          | |
| 12   | Aurora Place                    |          | 219         | 41    | 2000 | Commerciale          | Progettato da Renzo Piano |
| 13   | International Tower 1           |          | 217         | 50    | 2016 | Commerciale          | |
| 14   | Torre ANZ                       |          | 195         | 46    | 2013 | Commerciale          | |
| 15   | Suncorp Place                   |          | 193         | 48    | 1982 | Commerciale          | |
| 16   | Torre Quay Quarter              |          | 188         | 45    | 1976 | Commerciale          | È stato il più alto edificio di Sydney dal 1976 al 1977 È stato riqualificato tra il 2018 e il 2021 assumendo il nome attuale |
| 17   | Torre Century                   |          | 183         | 50    | 1997 | Residenziale         | |
| 18   | 88 Walker Street                |          | 181         | 48    | 2023 | Misto                | |
| 19   | Grosvenor Place                 |          | 180         | 45    | 1988 | Commerciale          | |
| 20   | International Tower 2           |          | 178         | 43    | 2015 | Residenziale         | |
| 21   | Altitude - Tower A (west tower) |          | 177         | 55    | 2017 | Residenziale         | |
| 22   | 1 Elizabeth                     |          | 174         | 39    | 2024 | Commerciale          | |
| 23   | Capita Centre                   |          | 173         | 31    | 1989 | Commerciale          | |
| =24  | Torre Australia Square          |          | 170         | 46    | 1967 | Commerciale          | È stato il più alto edificio di Sydney dal 1967 al 1976                                                                       |
| =24  | Torre Meriton                   |          | 170         | 48    | 2006 | Residenziale         | |
| =24  | Metro Grand Residences          |          | 170         | 40    | 2014 | Residenziale         | |
| 26   | International Tower 3           |          | 169         | 40    | 2016 | Commerciale          | |
| 27   | The Peak Apartments             |          | 168         | 46    | 1996 | Residenziale         | |
| 28   | 1 O'Connell Street              |          | 166         | 36    | 1991 | Commerciale          | |
| 28   | Westpac Place                   |          | 166         | 35    | 2005 | Commerciale          | |
| 30   | 201 Elizabeth Street            |          | 165         | 40    | 1978 | Commerciale          | |
| 31   | Gateway Plaza                   |          | 164         | 46    | 1989 | Commerciale          | |
| 32   | HSBC Centre                     |          | 162         | 37    | 1988 | Commerciale          | |
| 33   | 1 Denison Street                |          | 159         | 39    | 2020 | Commerciale          | |
| 34   | Appartamenti Cove               |          | 158         | 45    | 2003 | Residenziale         | |
| 35   | Hordern Towers                  |          | 156         | 48    | 1999 | Residenziale         | |
| 36   | EY Sweeney                      |          | 155         | 40    | 2015 | Commerciale          | |
| 36   | Metro Spire Residences          |          | 155         | 37    | 2014 | Residenziale         | |
| 38   | Angel Place                     |          | 152         | 35    | 2000 | Commerciale          | |
| 38   | Sydney Central                  |          | 152         | 31    | 1992 | Commerciale          | |
| 40   | 85 Castlereagh Street           |          | 151         | 32    | 2011 | Commerciale          | |
| 40   | Lumière Residences              |          | 151         | 47    | 2007 | Residenziale         | Progettato da Norman Foster.                                                                                                  |

## Quartieri con più grattacieli

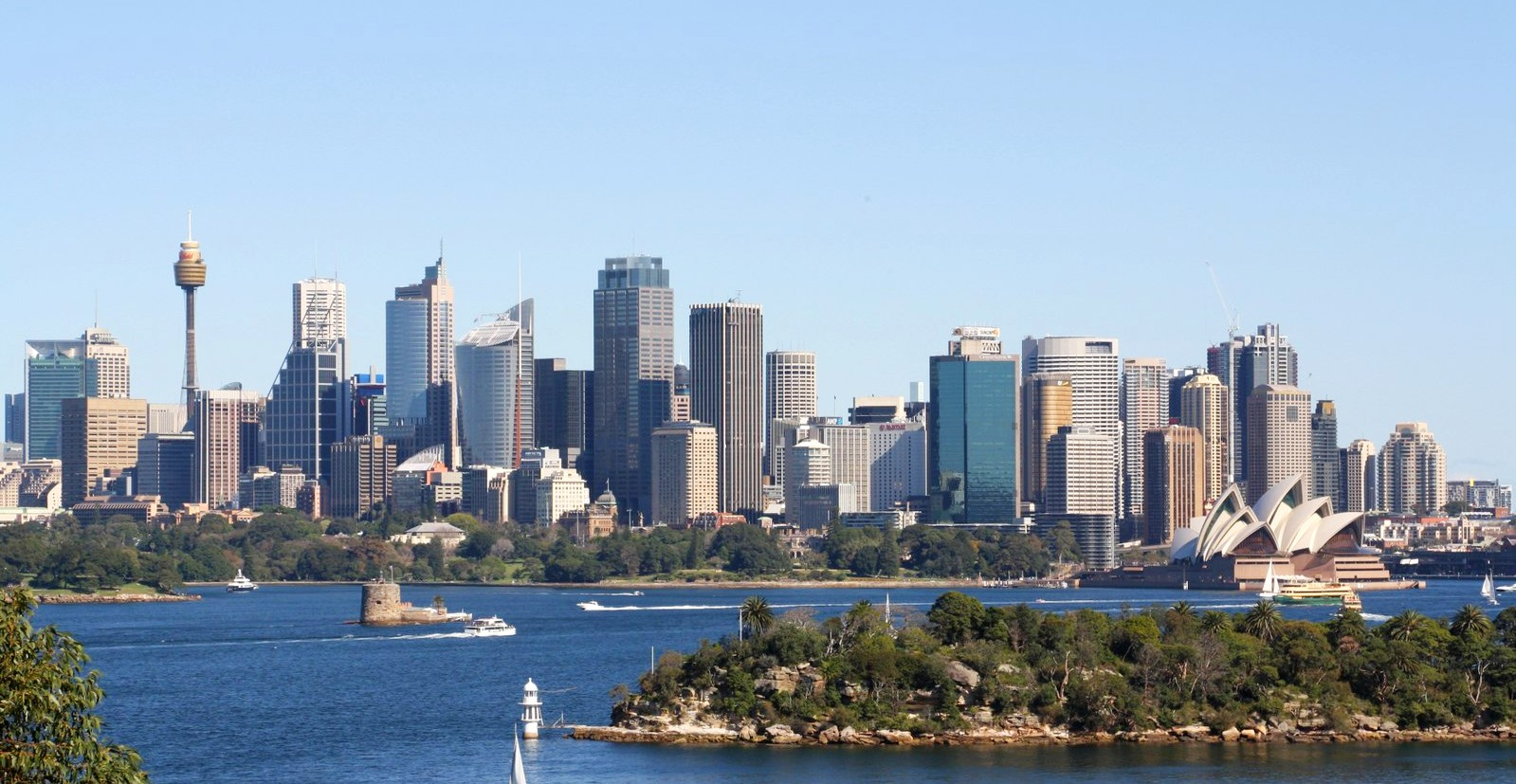
Sydney central business district
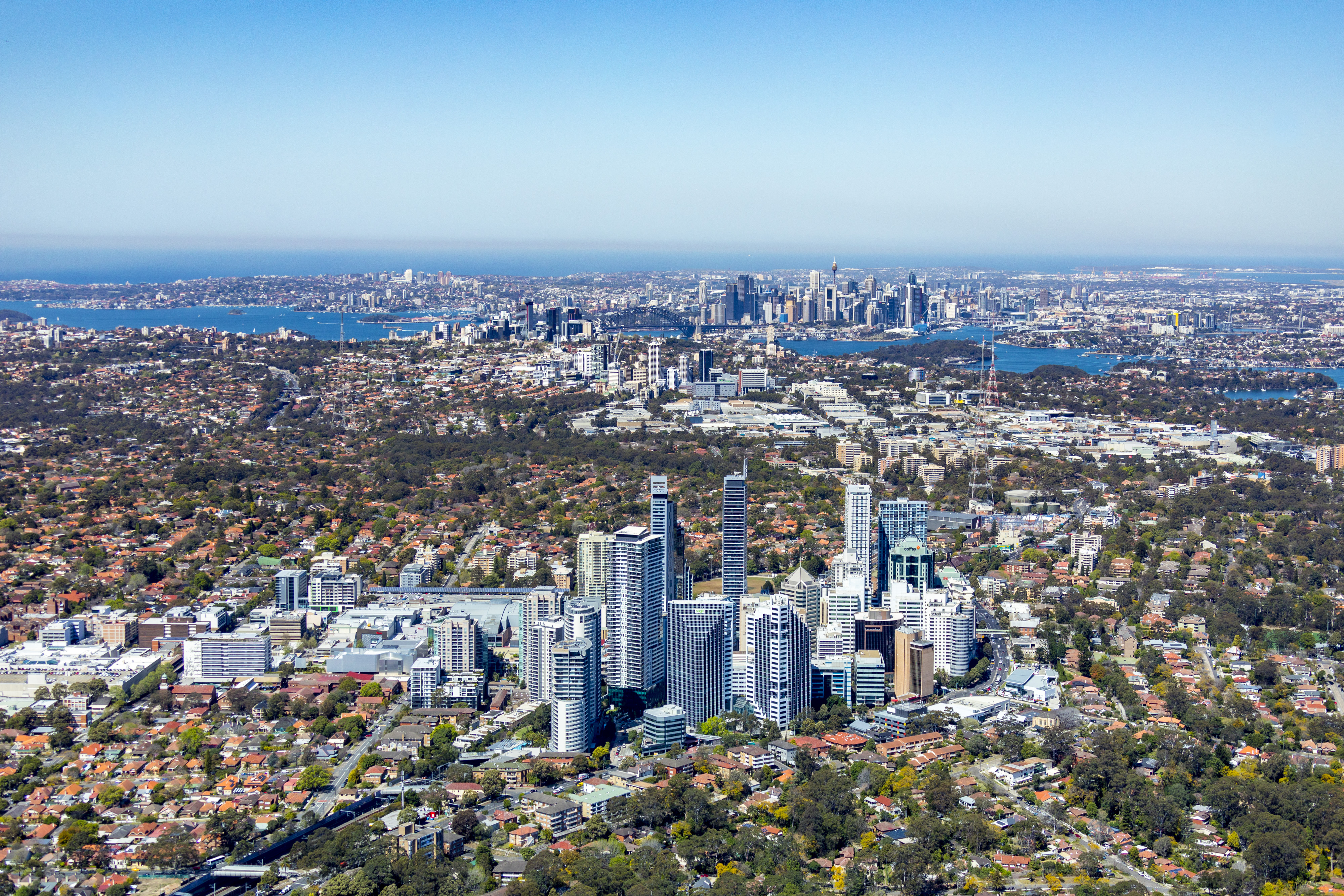
Chatswood
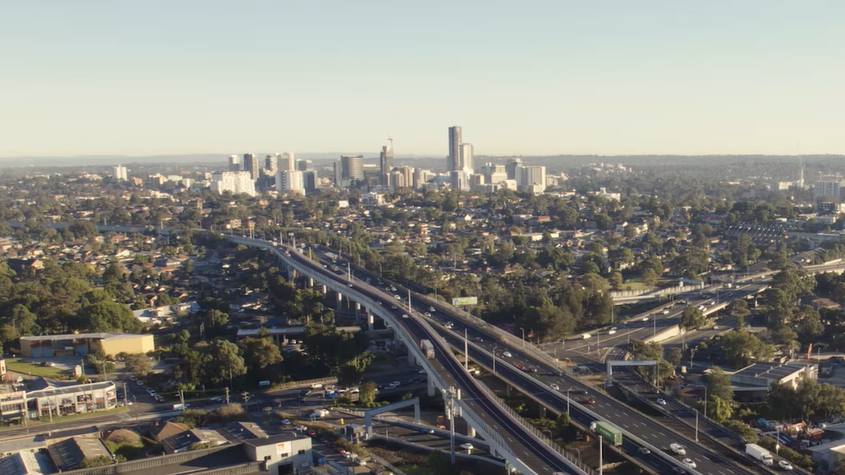
Parramatta
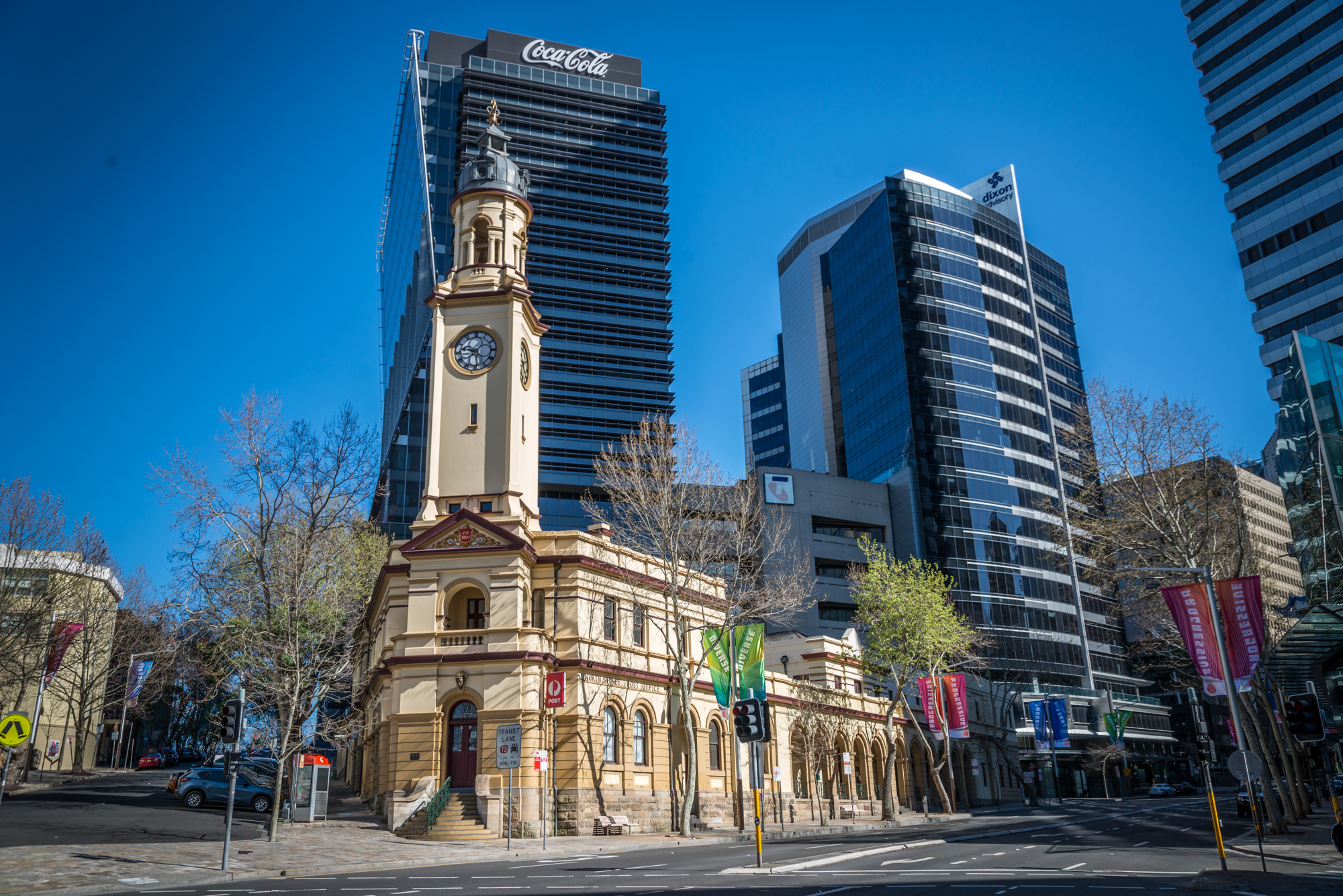
North Sydney
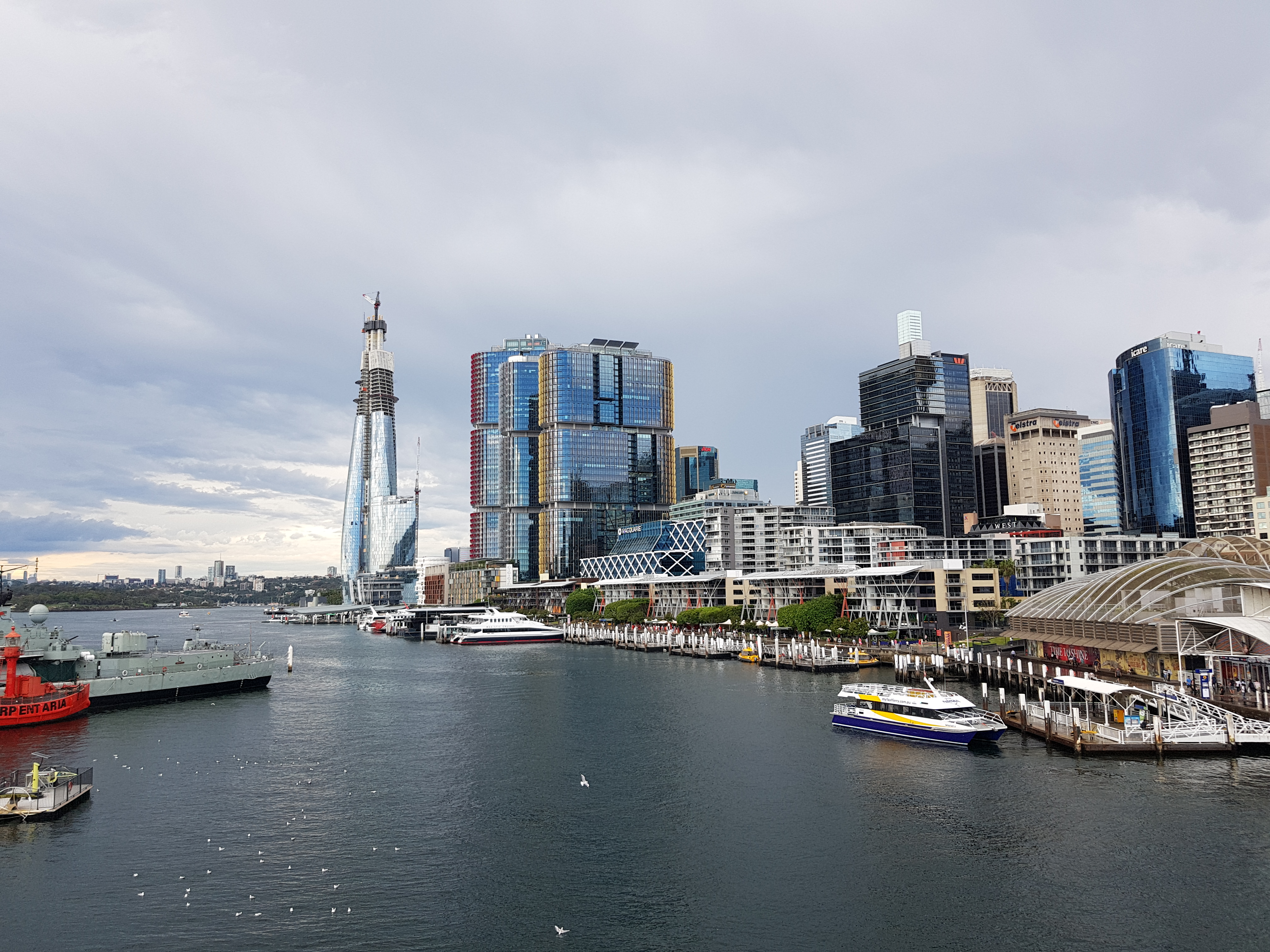
Barangaroo
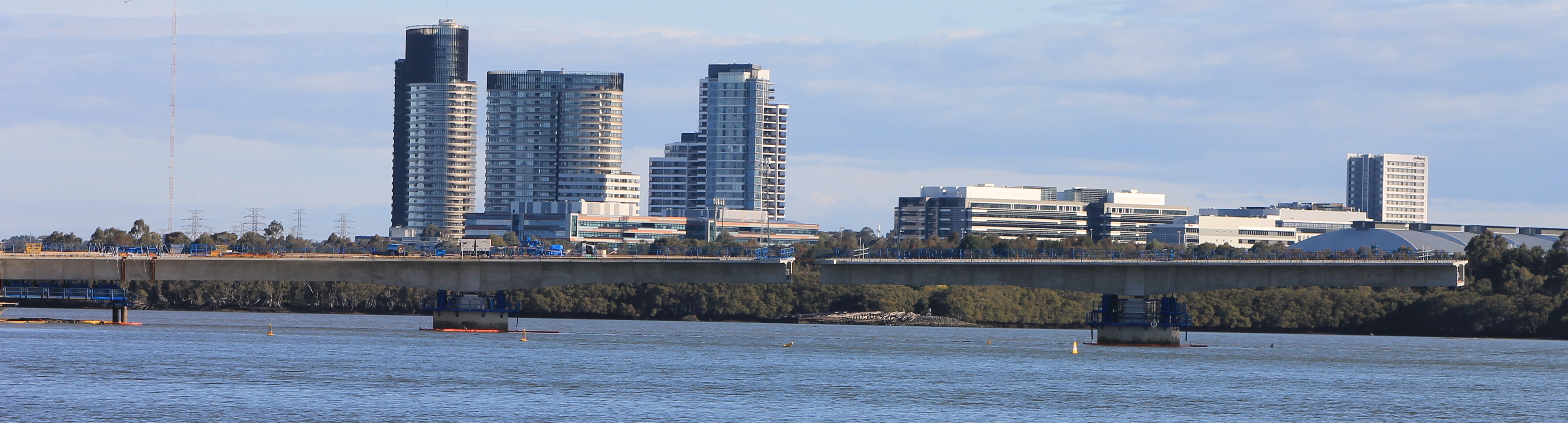
Olympic Park
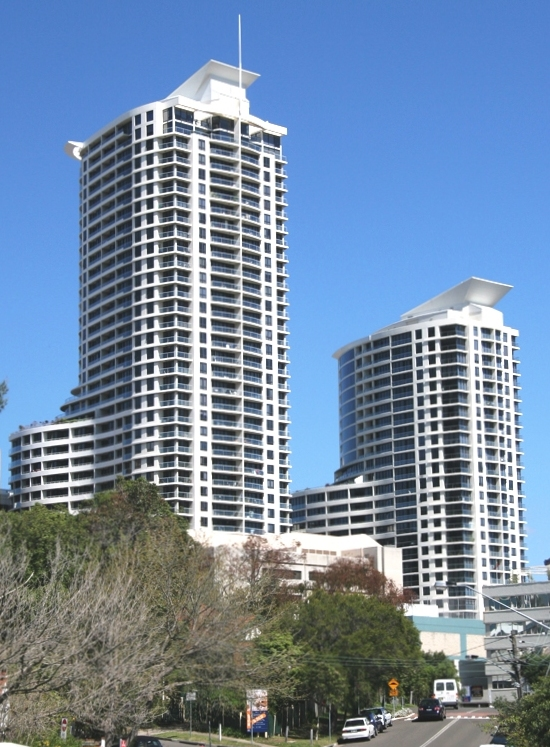
St Leonards

| Area (150m +)  | Completati | In costruzione | Approvati | Edificio più alto             |
| -------------- | ---------- | -------------- | --------- | ----------------------------- |
| Sydney CBD     | 29         | 6              | 5         | Chifley Tower - 244 m         |
| Barangaroo     | 4          | 2              | 0         | Crown Sydney - 271 m          |
| Parramatta     | 2          | 6              | 3         | Altitude Tower A - 177 m      |
| Chatswood      | 2          | 0              | 0         | Metro Grand Residences - 170m |
| North Sydney   | 2          | 1              | 0         | 88 Walker Street - 181 m      |
| St Leonards    | 0          | 2              | 0         | St Leonards Square - 133 m    |
| Macquarie Park | 0          | 0              | 2         |                               |